# Dendrophthoe trichanthera
Dendrophthoe trichanthera är en tvåhjärtbladig växtart som beskrevs av Bryan Alwyn Barlow. Dendrophthoe trichanthera ingår i släktet Dendrophthoe och familjen Loranthaceae. Inga underarter finns listade i Catalogue of Life.